# او همه چیز تمام است (فیلم)
او (آقا) همه چیز تمام است (به انگلیسی: He's All That) یک فیلم کمدی رمانتیک نوجوانی محصول آمریکا در سال ۲۰۲۱ است که کارگردانی آن را مارک واترز، و فیلم نامه نویسی آن را لی فلمینگ جونیور برعهده داشت. این فیلم بازسازی فیلم او (خانم) همه چیز تمام است، (She's All That) است که اقتباسی مدرن از نمایش پیگمالیون (۱۹۱۳) از جورج برنارد شاو و فیلمی از جورج کوکور به نام بانوی زیبای من (۱۹۶۴) بود. در این فیلم ادیسون ری، تانر بوکانان، مدیسون پتیس و پیتون مایر بازی می‌کنند و راشل لی کوک و متیو لیلارد از فیلم She's All That در نقش‌های متفاوتی ظاهر می‌شوند.
مذاکرات برای بازسازی She's All That، با کارگردانی واترز، بازگشت فلمینگ جونیور به عنوان فیلم نامه نویس، و بازیگری ادیسون ری در سپتامبر ۲۰۲۰ آغاز شد. و فیلم برداری اصلی این پروژه در دسامبر ۲۰۲۰ در لس آنجلس، کالیفرنیا کلید خورد.
او (آقا) همه چیز تمام است، اولین نمایش جهانی خود را در NeueHouse هالیوود، کالیفرنیا در  ۲۵ اوت ۲۰۲۱، درست  پیش از آغاز به کار در در نتفلیکس در تاریخ ۲۷ اوت ۲۰۲۱، داشت. این فیلم به‌طور کلی با نقدهای منفی مواجه شد.

## طرح داستان
پجت سایر (ادیسون رائی) یک شخص مشهور در اینستاگرام است که سال آخر خود از دبیرستان را می‌گذراند. او با مادر مطلقه خود (راشل لی کوک) که یک پرستار محلی است زندگی می‌کند. پجت سایر برای اینکه شرایط واقعی زندگی خود را از دید فالورها و اسپانسرها پنهان کند، وانمود می‌کند که در منزل آپارتمانی مجللی زندگی میکند.
یک روز، پجت متوجه می‌شود دوست پسر او جردن وان درانن (پیتون مایر)، که هنرمند هیپ هاپ است، به او را با یک رقاص پشتیبان خیانت می‌کند، و هنگامی که لایو استریم جدایی آنها منجر به از دست دادن فالوورهای و اسپانسرهای پجت می‌شود، بیشتر تحقیر می‌شود. پس برای نجات خود، او چالشی را می‌پذیرد که کمرن یا همان دانش آموز عکاس ضد اجتماعی که کمترین محبوبیت در مدرسه را دارد را به پادشاه جشن پرام تبدیل کند. با وجود بی‌تفاوتی کمرن نسبت به پجت، پجت همچنان به این چالش ادامه می‌دهد. او از برین، خواهر کوچکترش، اطلاعاتی در مورد کمرن به دست می‌آورد و برای نزدیک شدن به کمرن، شروع به شرکت در کلاس‌های اسب سواری می‌کند. با گذشت زمان، در حالی که حرف خود را در مورد این چالش حفظ می‌کند، پیجت با کامرون بیشتر ارتباط برقرار می‌کند و متوجه می‌شود که او و خواهر کوچکترش برین مادرشان را سال‌ها قبل از دست داده‌اند و آنها در حالی که پدرشان در سوئد اقامت دارد با مادربزرگشان زندگی می‌کنند. پجت ظاهر و لباس کامرون را اصلاح می‌کند و سعی می‌کند روابط اجتماعی کمرن را در مهمانی دوستش کوئین گسترش دهد، جایی که کمرن او را از خجالت و شرم وقتی که جردن با قرارش ظاهر می‌شود نجات می‌دهد.
در جشن تولد دوست پجت آلدن (مدیسون پتیس) با تم گتسبی بزرگ، کمرون وقتی که جردن تلاش برای برقراری رابطه جنسی با برین می‌کند با او درگیر می‌شود و دوربین مادرش در این راه خراب می‌شود و باعث می‌شود او با عصبانیت مهمانی را ترک کند. علیرغم تلاش‌های پجت برای دلجویی از او، پجت از ادامه شرط پشیمان می‌شود، ولی از این چالش عقب‌نشینی نمی‌کند. روز بعد، آلدن به پجت شخصیت واقعی اش را نشان می‌دهد و نقشه خود را برای ملکه جشن پرام شدن در کنار جردن را به او می‌گوید و رنگ واقعی خود را نشان می‌دهد و همچنین او مسئول لایو استریم جدایی پجت است. پجت شروع به عاشق شدن به کامرون می‌کند اما او از ابراز احساسات خود پس از بوسیدن او می‌ترسد. وقتی برین متوجه می‌شود که پجت کمرون را بوسیده‌است، به کمرون توصیه می‌کند که از پجت خواستگاری جشن پرام را بکند. آلدن در تلاش برای حصول اطمینان از باخت پجت، چالشی را که با پاجت داشت را به کمرون می‌گوید و کامرون را عصبانی می‌کند، برملا می‌کند. در روز جشن پرام، مادر پجت می‌خواهد که او هنوز به جشن برود و می‌خواهد خود واقعی اش باشد.
کامرون از رفتن امتناع می‌کند اما برین متوجه می‌شود که برادر بزرگترش برای اولین بار از زمان مرگ مادرشان لبخند زده‌است از وقتی پجت وارد زندگی او شده و او را متقاعد می‌کند که به مهمانی برود. او ظاهر نمی‌شود و پجت هم نقش خود به عنوان ملکه پرام را قبول نمی‌کند. سپس پجت با کامرون در خارج از مدرسه که بر اسب سوار است ملاقات می‌کند و پس از عذرخواهی او را می‌بوسد. کامرون او را می‌بخشد و فیلم با اسب سواری پجت و کامرون به پایان می‌رسد.

## بازیگران
- Addison Rae در نقش Padgett Sawyer، یک شخص محبوب در رسانه‌های اجتماعی که واقعیت فقیر بودن خود را از دبیرستان ثروتمند خود پنهان می‌کند. شخصیت او برگرفته از زک سیلر از She's All That است.
- تانر بوکانان در نقش کامرون کولر، یک شورشی ضد اجتماعی که دوست دارد عکس بگیرد. شخصیت او برگرفته از Laney Boggs از She's All That است.
- مدیسون پتیس در نقش آلدن، رفیق ثروتمند و آگاه از موقعیت اجتماعی، پجت است. شخصیت او برگرفته از دین سامپسون از She's All That است.
- متیو لیلارد به عنوان ناظم بوش،[۳] ناظم مدرسه. لیلارد از She's All That با نقشی متفاوت برمی گردد و در ابتدا نقش بروک هادسون را بازی می‌کرد.
- راشل لی کوک در نقش آنا ساویر، مادر پجت که به عنوان پرستار کار می‌کند. کوک از She's All That با نقشی متفاوت برمی گردد و در ابتدا یکی از شخصیت‌های اصلی Laney Boggs را بازی کرده‌است.
- پیتون مایر در نقش جردن وان درانن، دوست پسر پادجت که یک هنرمند هیپ هاپ و همچنین از تأثیرگذاران رسانه‌های اجتماعی است. شخصیت او برگرفته از تیلور وان از She's All That است.
- ایزابلا کرووتی در نقش برین کولر، خواهر کوچکتر کامرون که به دنبال محبوبیت است. شخصیت او برگرفته از سیمون باگز از She's All That است.
- میرا مولوی در نقش کوین، بهترین دوست دیگر Padgett، که بیشتر از آلدن از او حمایت می‌کند.
- آنی جیکوب در نقش نیشا، بهترین و تنها دوست کامرون.
- کورتنی کارداشیان در نقش جسیکا مایلز تورس،[۴] که حامی مالی Padgett در رسانه‌های اجتماعی است
- ونسا دوباسو در نقش آنیستون، رقاصی که جردن با او درگیر می‌شود. او عمدتاً از براک هادسون از She's All That ساخته شده‌است.
- هدر آن گوتلیب در نقش سلست، شورشی که از تجربه دبیرستان را بیش از کامرون متنفر است.
- رومل دی سیلوا در نقش سباستین وو، دانش آموزی که در علوم موفق است
- اندرو ماتارازو در نقش لوگان دوست جردن
- دومینیک گودمن در نقش دوست جردن Track
- جیل بیسی در نقش مادربزرگ، مادربزرگ کامرون و برین که آنها را به زندگی با خود برده‌ است.
- ایوان فیلدز در نقش DJ جمال، دی جی مهمانی پرام

## تولید
در سپتامبر ۲۰۲۰، بازسازی جنسیتی She's All That (1999) توسط میراماکس با عنوان He's All That اعلام شد و مارک واترز کارگردانی آن را بر عهده داشت، فیلمنامه‌نویس اصلی R. Lee Fleming Jr. برای نویسندگی و Addison Rae به عنوان بازیگر. Tanner Buchanan نیز به همراه میرا مولوی، مدیسون پتیس، پیتون مایر، ایزابلا کرووتی و آنی جاکوب بازی کرده بودند.
در دسامبر ۲۰۲۰، راشل لی کوک برای بازی در نقش مادر شخصیت ادیسون ری به جمع بازیگران پیوست. تأیید شد که شخصیت کوک با شخصیت اصلی او ارتباطی ندارد. اندرو ماتارازو، ونسا دوباسو، برایان تورس، رومل دی سیلوا، دومینیک گودمن، رایان هولیس و تیفانی سایمون نیز به تولید پیوستند.
فیلمبرداری در Union Station لس آنجلس در دسامبر ۲۰۲۰ انجام شد. این شهر به دلیل تصمیم خود برای بستن یک محل آزمایش COVID-19 برای اسکان فیلمسازان مورد انتقاد قرار گرفت. این تصمیم نقض شد و محل آزمایش توانست در حین فیلمبرداری به کار خود ادامه دهد. در اوت ۲۰۲۱، آهنگ " Kiss Me" توسط Cyn برای موسیقی متن فیلم پوشش داده شد.

## انتشار
He's All That اولین نمایش جهانی خود را در NeueHouse در هالیوود، کالیفرنیا در ۲۵ اوت 2021 قبل از اینکه در ۲۷ اوت ۲۰۲۱ توسط Netflix منتشر شود داشت. طبق گفته نتفلیکس، این فیلم در سرویس استریم فیلم آن هفته، رتبه یک را به خود اختصاص داد.

## استقبال
در rotten tomatoes، امتیاز فیلم بر اساس نظرات ۴۸ منتقد، ۳۱ درصد و میانگین امتیاز ۴٫۱۰/۱۰ است. اجماع منتقدان این وب سایت می‌گویند: «با کمبود تاثیر عاطفی متقابل بین ستارگان خود دچار مشکل شده‌است، he is all that از فرصت‌های بیشماری برای بهبود از منبع تغییر جنسیت داده شده خود داشت برخوردار نیست.» در Metacritic، فیلم امتیاز متوسط ۳۶ از ۱۰۰ را بر اساس نقد و بررسی ۲۲ منتقد دارد که نشان می‌دهد «به طور کلی نقد نامطلوب» است.
کورتنی هاوارد از ورایتی می گوید: " He's All That که با وجود شبیه سازی ساختار، تغییرات اساسی را در نسخه اصلی ایجاد می‌کند و با استفاده از تعداد کمی از منابع، تعادل خیرخواهانه ای بین قدیمی و جدید ایجاد می‌کند. با این حال، بسیاری از عناصر دیوانه کننده دیگر وجود دارد. " پیتر تراورز از ABC News نظر منفی داد و گفت: "ساخته شده برای جمعیت فیلم
The Kissing booth، این به روزرسانیاز فیلم محبوب ساخته شده ۱۹۹۹ که تغییر جنسیت داده شده و TikTok پسند استب بسیار وحشتناک به نظر می‌رسد و اغلب هم هست، اما جذابیت کافی در میان شکاف‌ها ایجاد می‌شود تا هر کسی را بخورد که تا به حال به یک افسانه تغییر شکل علاقه داشته‌است. " Robyn Bahr از هالیوود ریپورتر نوشت: «He's All That که ممکن است انعکاس مسطح فیلم قبلی خود باشد، اما هر دو فیلم به اندازه ای جذاب هستند که می‌توانند با یک شوخی جنسی مقعدی از بین بروند» و این فیلم «واقعاً بدتر از فیلم قبلی نیست»
نل مینو، که برای RogerEbert.com می‌نویسد، در نقد فیلم مثبت تر بود و نمره ۳ از ۴ ستاره را به آن داد. او نوشت: «پایان شیرین و کوتاه تابستانی با ستارگان جذاب جوان و فیلمنامه ای که نسخه اصلی را بدون افراط و تفریط تازه می‌کند.» مایکل اورودونا از روزنامه لس آنجلس تایمز با بیان این که «شما خوشحال خواهید شد که بازسازی سرگرم کننده جذابیت‌های خود را دارد، خوشحال خواهید شد. در واقع همه اینها بیشتر است.»